# Josef Stabel
Josef „Sepp“ Stabel (* 21. September 1948 in Pirmasens) ist ein ehemaliger deutscher Fußballtorwart und Fußballtrainer.

## Spielerkarriere
Sepp Stabel spielte zunächst bei der SG Pirmasens und wechselte als 16-jähriger zum VfB Post Pirmasens. Bei einem Spiel der Kreisauswahlen Pirmasens gegen Kaiserslautern 1967 wurde der Trainer des 1. FC Kaiserslautern, Gyula Lóránt, auf den Torhüter aufmerksam. Stabel wechselte im Sommer desselben Jahres zum FCK und rückte im Oktober in den Profikader auf. Dem FCK blieb er treu bis zu seinem Karriereende 1980. Bei den „Roten Teufeln“ war er zunächst hinter Wolfgang Schnarr und danach hinter Josef Elting die „Nummer zwei“. Stabel konnte Elting 1972 verdrängen und war damit in der Saison 1972/73 und zum Teil auch 1973/74 Stammtorwart. Danach verpflichtete der FCK den Schweden Ronnie Hellström und Stabel stand fortan im Schatten des Weltklassetorhüters, war aber immer ein zuverlässiger Ersatztorwart.
Er bestritt 74 Bundesliga-Einsätze. Am 12. Dezember 1979 erzielte Sepp Stabel im UEFA-Cup-Spiel im heimischen Betzenberg-Stadion gegen Diósgyőri VTK ein Elfmetertor zum 6:1-Endstand. Insgesamt bestritt er für die Pfälzer 95 Pflichtspiele (ein Tor). Stabel musste seine Karriere aufgrund einer Schulterverletzung beenden.

### Statistik
| Liga       | Spiele (Tore) |
| ---------- | ------------- |
| Bundesliga | 74 (0)        |
| Wettbewerb |               |
| DFB-Pokal  | 13 (0)        |
| UEFA-Pokal | 08 (1)        |

## Trainerkarriere
Im März 1980 erhielt Stabel das Fußball-Lehrer-Diplom an der Deutschen Sporthochschule Köln.
Auch nach Beendigung seiner aktiven Laufbahn blieb er dem 1. FC Kaiserslautern, nun im Trainerstab, erhalten. In der Spielzeit 1980/81 und zu Beginn der Saison 1981/82 war Stabel Assistenztrainer der Bundesligamannschaft und trainierte die Amateure.
Seine zweite Trainerstation war Wormatia Worms. Er übernahm im Oktober 1981 von Slobodan Jovanić das Traineramt beim abstiegsgefährdeten Zweitligisten. Der junge Coach schaffte es nicht, Worms aus der Abstiegszone herauszuführen und stieg mit dem Verein als Drittletzter in die Oberliga Südwest ab. Auch dort fand sich Wormatia meist im unteren Bereich der Tabelle wieder und Sepp Stabel wurde im Februar 1983 entlassen. Im Pokal lief es immerhin etwas besser – man qualifizierte sich für den DFB-Pokal, in dem Worms das Achtelfinale erreichte und sich dort dem Bundesligisten VfB Stuttgart geschlagen geben musste.
Von 1983 bis 1987 leitete Stabel das Training beim TuS Hohenecken. Hier war er sehr erfolgreich: Er führte die Mannschaft von der A-Klasse bis in die Verbandsliga.
Am 1. Juli 1987 kehrte er zum FCK zurück und wurde Trainer der Amateurmannschaft. Am 12. November 1987 löste er Hans Bongartz als Cheftrainer des Profiteams ab. Kaiserslautern befand sich zu diesem Zeitpunkt im Abstiegskampf und erreichte schließlich den Klassenerhalt. Obwohl der FCK in der darauffolgenden Saison (1988/89) mit einem neunten Tabellenplatz im gesicherten Mittelfeld landete, wurde Sepp Stabels Vertrag zum Ende der Spielzeit nicht verlängert. Schon während der laufenden Saison beschloss das Präsidium die Verpflichtung eines neuen Trainers.
Er unterschrieb für die nächste Saison einen Vertrag beim Bundesliga-Aufsteiger FC 08 Homburg. Nach einer Hinrunde mit Höhen und Tiefen (Platz 14 nach 17 Spielen) verlief der Großteil der Rückrunde enttäuschend. Nach einer 1:3-Niederlage bei Stabels ehemaligem Arbeitgeber 1. FC Kaiserslautern fiel der FC Homburg auf Platz 17 und kam nicht mehr von den Abstiegsrängen weg. Trotzdem hielt das Präsidium lange an Sepp Stabel fest, da es beim FCH zuvor eine hohe Fluktuation auf der Trainerposition gegeben hatte. Am 11. April 1990 wurde er doch entlassen. Co-Trainer Manfred Lenz hatte Stabel wegen Krankheit am 7. April beim Spiel gegen den Karlsruher SC auf der Trainerbank vertreten. Homburg gewann mit 2:0, was den ersten Sieg nach zuvor zehn sieglosen Spielen bedeutete. Die Vereinsführung entschied sich daraufhin, Lenz weiterhin als Cheftrainer zu beschäftigen. Der FCH lag zum Zeitpunkt der Trennung auf dem letzten Tabellenplatz.
In der Saison 1991/92 war er Coach beim Südwest-Oberligisten FK Pirmasens, 1992/93 übernahm er wieder das Training beim TuS Hohenecken.

## Erfolge

### Als Spieler
- DFB-Pokal-Finale 1972 und 1976 (jeweils ohne Einsatz)

### Als Trainer
- Klassenerhalt in der Bundesliga mit dem 1. FC Kaiserslautern 1988
- Aufstiege von der A-Klasse bis in die Verbandsliga mit dem TuS Hohenecken (u. a. 1985 und 1987)

## Sonstiges
Stabel war früher auch als Leichtathlet aktiv.
Noch zu aktiven Zeiten als Torwart des FCK eröffnete er den „Sport-Shop Sepp Stabel“ in Kaiserslautern.
Im November 2002 kandidierte Stabel erfolglos für einen Platz im Aufsichtsrat des FCK.
Seit 1995 arbeitet er bei der Erico GmbH im Bereich Befestigungstechnik, zuletzt als Verkaufsleiter.
Am 27. Februar 2021 sowie am 1. Dezember 2023 wurde Stabel als Mitglied des Ehrenrates des 1. FC Kaiserslautern e.V. gewählt.